# Christoph (Hohenzollern-Haigerloch)
Christoph von Hohenzollern-Haigerloch (* 20. März 1552 in Haigerloch; † 21. April 1592 ebenda) war der erste Graf von Hohenzollern-Haigerloch.

## Leben

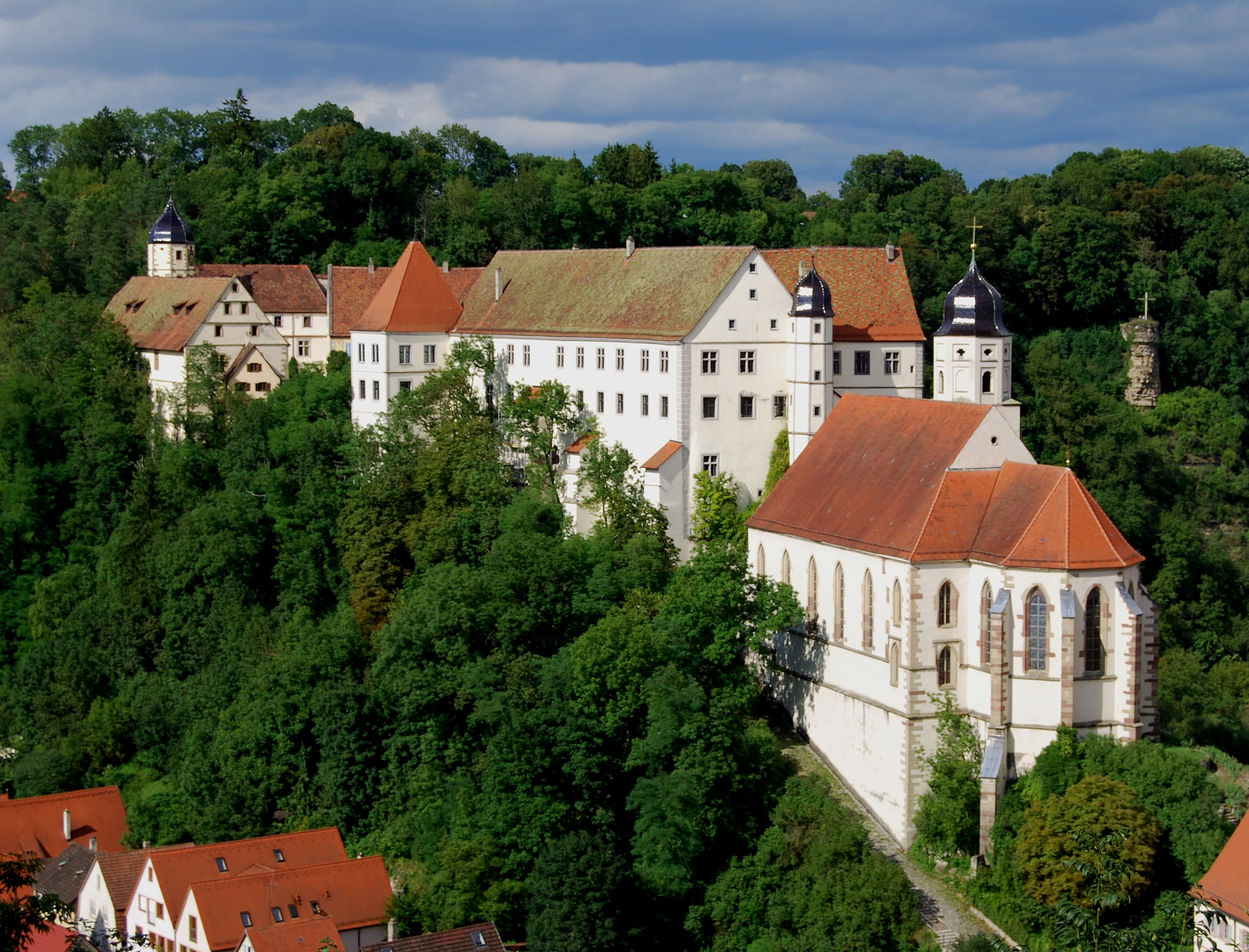
Schlosskirche und Schloss Haigerloch

Christoph war der dritte überlebende Sohn des Grafen Karl I. von Hohenzollern (1516–1576) aus dessen Ehe mit Anna (1512–1579), Tochter des Markgrafen Ernst von Baden-Durlach. Zusammen mit seinem Bruder Karl (1547–1606) studierte Christoph in Freiburg im Breisgau und dem französischen Bourges Rechtswissenschaft.
Im Jahr 1576 kam es zur Teilung des hohenzollerischen Stammhauses in die Hechinger, Haigerlocher und Sigmaringer Linie. Der jüngste Sohn Christoph erhielt die 1497 erworbene Herrschaft Haigerloch mit Imnau, Stetten und dem Schloss Enisheim. Sein Bruder Eitel Friedrich bekam Hechingen, sein anderer Bruder Karl Sigmaringen. Christophs Grafschaft umfasste zu jenem Zeitpunkt 10.000 Einwohner und war damit wesentlich kleiner als die seiner Brüder. Christoph wurde der Stammvater der Haigerlocher Linie, die 1634 mit seinem jüngeren Sohn wieder ausstarb.
Christoph heiratete 1577 in Sigmaringen Katharina († nach 1608), Tochter des Freiherren Christoph von Welsperg. Er kümmerte sich intensiv um die Verwaltung seines Landes und begann bald mit umfangreichen Bauarbeiten an seiner Residenz Haigerloch. Die mittelalterliche Burg war für ihn keine zeitgemäße repräsentative Anlage. Allerdings erlebte er die Fertigstellung durch seinen frühen Tod nicht mehr. Gemeinsam mit seiner Gemahlin stiftete er die St. Trinitatiskirche in Haigerloch.
Nach dem Tod des Grafen Christoph Stanislaus von Nellenburg 1591, dessen Bruder mit einer Gräfin von Hohenzollern verheiratet gewesen war, erhielt Christoph aus dem Erbe die Herrschaft Wehrstein mit Schloss und Stadt sowie das Dorf Dettensee. Eine Mitbewerberin um das Erbe, Anna Maria von Wolfenstein, die mit dem Bregenzer Bürger Fezenn eine Missheirat getätigt hatte, wurde ausgeschaltet, indem sich Christoph und seine Brüder erfolgreich schriftlich an die Ritterschaft und den Adel von Schwaben wandten und Anna Maria als Dirne diskreditierten.

## Nachkommen
Aus seiner Ehe hatte Christoph folgende Kinder:
- Johann Christoph (1586–1620), Graf von Hohenzollern-Haigerloch

⚭ 1608 Gräfin Marie Elisabeth von Hohenzollern-Sigmaringen (1592–1659)
- Karl (1588–1634), Graf von Hohenzollern-Haigerloch

⚭ 1618 Gräfin Rosamunde von Ortenburg († 1636)
- Marie Salome Kunigunde (1578–1647), Nonne im Stift Inzigkofen
- Anna Dorothe († 1647), Priorin im Stift Inzigkofen
- Marie Sidonia, Nonne im Kloster Söflingen
- Jakobe († nach 1607)